# Hreljići
 Hreljići   (olaszul: Cregli) falu Horvátországban, Isztria megyében. Közigazgatásilag Marčanához tartozik.

## Fekvése
Az Isztria délkeleti részén, Pólától 22 km-re, községközpontjától 7 km-re északkeletre, a Pólából Labinba vezető főúttól 1 km-re keletre fekszik.

## Története
Területe már a történelem előtti időben is lakott volt, ezt igazolják a közelében talált vármaradványok. A római korban villagazdaságok (villa rustica) voltak a környékén. Hreljićit a 16. -17. században a török elől Dalmáciából érkezett menekültek népesítették be.  1880-ban 85, 1910-ben 115 lakosa volt. Lakói főként mezőgazdaságból (gabona, szőlő és olajbogyó termesztés), valamint állattartásból  éltek. Az első világháború után a falu Olaszországhoz került. A második világháború után Jugoszlávia része lett. Jugoszlávia felbomlása után 1991-ben a független Horvátország része lett. 2011-ben a falunak 90 lakosa volt. Egyházilag sokáig a barbani plébánia káplánja látta el szolgálatát, 1988-ban önálló plébánia lett. Temploma a környékbeli települések kedvelt Mária zarándokhelye.

## Nevezetességei
A Gyógyító Boldogasszony (Majka Božja od Zdravlja) tiszteletére szentelt plébániatemploma 1726-ban épült a korábbi templom helyén. Egyhajós épület, homlokzata felett nyitott harangépítménnyel, benne két haranggal, előtte nyitott előcsarnokkal. Kőből épített oltárai, szobrai és festményei a 18. században készültek. Búcsúnapját minden év októberének második vasárnapján tartják.

## Lakosság
| Lakosság változása | Lakosság változása | Lakosság változása | Lakosság változása | Lakosság változása | Lakosság változása | Lakosság változása | Lakosság változása | Lakosság változása | Lakosság változása | Lakosság változása | Lakosság változása | Lakosság változása | Lakosság változása | Lakosság változása | Lakosság változása |
| ------------------ | ------------------ | ------------------ | ------------------ | ------------------ | ------------------ | ------------------ | ------------------ | ------------------ | ------------------ | ------------------ | ------------------ | ------------------ | ------------------ | ------------------ | ------------------ |
| 1857               | 1869               | 1880               | 1890               | 1900               | 1910               | 1921               | 1931               | 1948               | 1953               | 1961               | 1971               | 1981               | 1991               | 2001               | 2011               |
| 0                  | 0                  | 85                 | 61                 | 74                 | 115                | 0                  | 0                  | 162                | 172                | 163                | 148                | 102                | 105                | 116                | 90                 |